# يوكي ماتسودا
يوكي ماتسودا (باليابانية: 松田佑貴؛ بالكانا: まつだ ゆうき) هو مؤدي صوت ياباني، ولد في 1972 في طوكيو في اليابان.

## وصلات خارجية
- الموقع الرسمي
- يوكي ماتسودا على موقع IMDb (الإنجليزية)
- يوكي ماتسودا على موقع ميوزك برينز (الإنجليزية)
- يوكي ماتسودا على موقع ANN person (الإنجليزية)